# ジョニー・マーサー

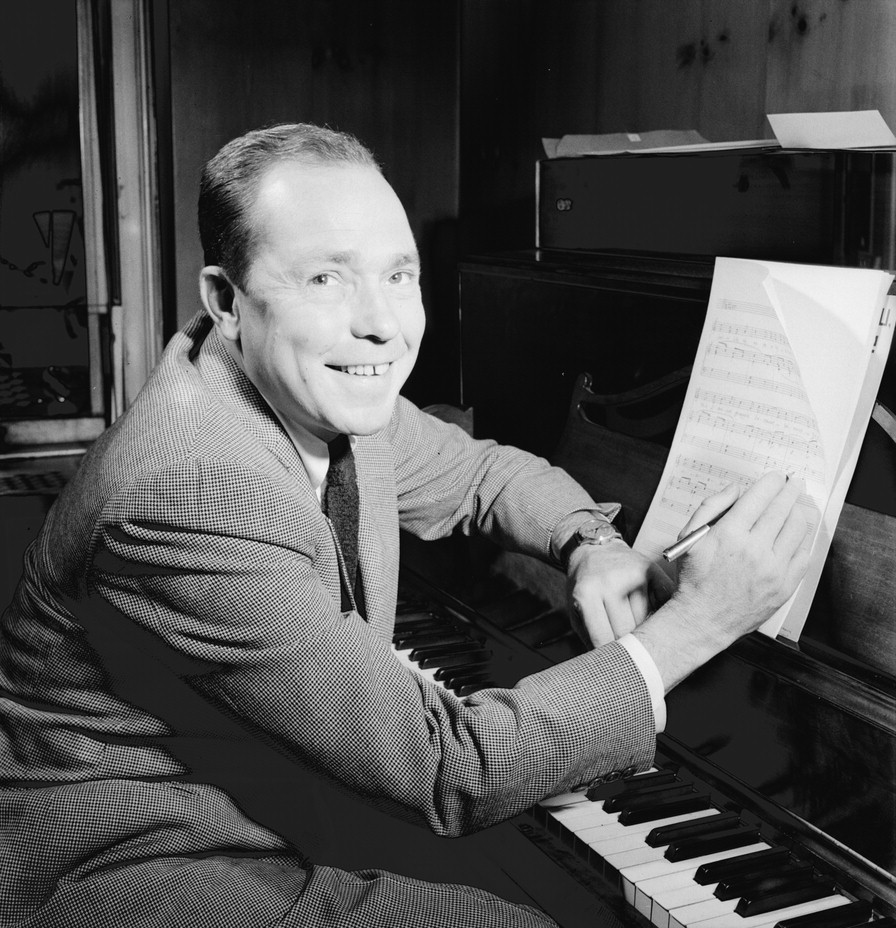
マーサー（1947年頃）

ジョン・ハーンドン "ジョニー" マーサー (John Herndon Johnny Mercer、1909年11月18日 –  1976年6月25日)は、アメリカ合衆国の作詞家・作曲家・歌手。キャピトル・レコードを共同設立した。
1930年代半ばから1950年代中期に活躍。1500曲以上の歌詞を書き、映画音楽・ブロードウェイ劇も手がけた。アカデミー賞に19回入選、4回受賞。

## 誕生
ジョージア州サヴァンナ生まれ。
父は弁護士、母は1850年代に北米にやってきたクロアチア移民・アイルランド移民の娘。祖父は海の商人で、南北戦争中に海上封鎖を行った。曽祖父は南軍の将軍ヒュー・W・マーサー。高祖父はアメリカ独立戦争の革命軍の将軍でプリンストンの戦いで戦死したヒュー・マーサー。ジョージ・パットンとは遠縁のいとこでもあった。 
音楽の才能は母親ゆずりで、母は感傷的なバラードを歌った。父もスコットランド民謡を多く歌っていた。叔母は「あんたは生後6か月で鼻歌を歌っていたよ！」とマーサーに言い、ミンストレル劇やボードヴィルにマーサーを連れて行きクーン・ソングやラグタイムを聴かせた。

## 幼少期
家族の避暑別荘 “Vernon View” は沼地にあり、苔だらけの森・星だらけの夜空は後のマーサーのインスピレーション源になった。
子供時代の遊び友達や召使は黒人であり、アフリカ起源の単語を多数ふくむガラ語で話して歌う釣り人や行商人の言葉を聴いて育ち、黒人教会も大好きだったため、黒人音楽に親しんだ。当時は「なによりも歌に魅了されていた」と後年マーサーは述懐している。
11歳で6人組で歌い始め、一度聴いた歌はすべて覚え作者に興味を抱くようになった。あるとき彼は兄に「いちばん良いソングライターは？」とたずねた。兄の答えは「アーヴィング・バーリンじゃないか?」だった。
歌詞を覚えるほか、読書家で冒険小説を書いていた。トランペットとピアノを独学しようと思ったが、あまりうまくいかなかった。譜面は読めなかった。

## 初期のキャリア
1928年19歳でニューヨークに移り住む。ジャズ、ブルースがハーレムやブロードウェイで爆発しており、ジョージ・ガーシュウィン、コール・ポーター、アーヴィング・バーリンのミュージカルやレヴューが咲き乱れていた。 
ジョン・マーサーの名でボードヴィルの端役からショービジネスの世界に関わるようになった。 昼間は不動産を扱い夜に歌った。人気歌手エディ・カンター（Eddie Cantor）の楽屋を訪問、コミック・ソングを提供し、これは没にされたが、カンターはマーサーを応援する。 
処女作 "Out of Breath (and Scared to Death of You)"（作曲は友人のEverett Miller）はレヴューThe Garrick Gaieties で1930年に使われた。そのショーで未来の妻、コーラスガールのジンジャー・ミーハン (Ginger Meehan)と出会う。ジンジャーは以前は若きクルーナー歌手ビング・クロスビーの無数のコーラスガールの一人だった。作曲者 Miller の父（大手出版社T. B. ハームズの重役）が同曲を出版した。ジョー・ヴェヌーティ & ヒズ・ニューヨーカーズが録音した。
20歳のマーサーは他のソングライターたちと付き合い始め、ミュージカル Paris in the Spring の契約でカリフォルニアに行ったときに自分のアイドル、ビング・クロスビーやルイ・アームストロングと会う。その時、ミュージカルに合わせて書くよりも自由に書くほうが良いことに気づく。
出版社で週給25ドルで雇われジンジャーと1931年に結婚。彼女はコーラスをやめ針子（裁縫婦・女仕立て屋）になり、倹約のため母親ともどもブルックリンに引っ越し。ジンジャーがユダヤ人だったのでマーサーは結婚してから親に結婚を報告した。1932年、コンテストで勝ってポール・ホワイトマン楽団と歌えたが状況は変わらなかった。同年フランク・トランバウアー楽団で初レコーディング。

### ヒット作家の仲間入り
ホワイトマン楽団にいたころに "Pardon My Southern Accent" を書き、ヒットを飛ばす。インディアナ出身のホーギー・カーマイケルはスタンダード曲「スターダスト」を書き、すでに大御所だったが、南部出身のマーサーを気に入り、組んだ。二人は一年かけて『Lazybones』をつくり、すぐにヒットになり、各自1,250ドルの印税小切手をもらった。マーサーは晴れてASCAPに加入。バーリン、ガーシュイン、ポーターなどに祝福され、ティン・パン・アレーの友愛会に参加した。
1930年代はレヴューがすたれ映画が興隆した。ハリウッドにさそわれるとビング・クロスビーを追って西海岸に行った。

## ハリウッド時代

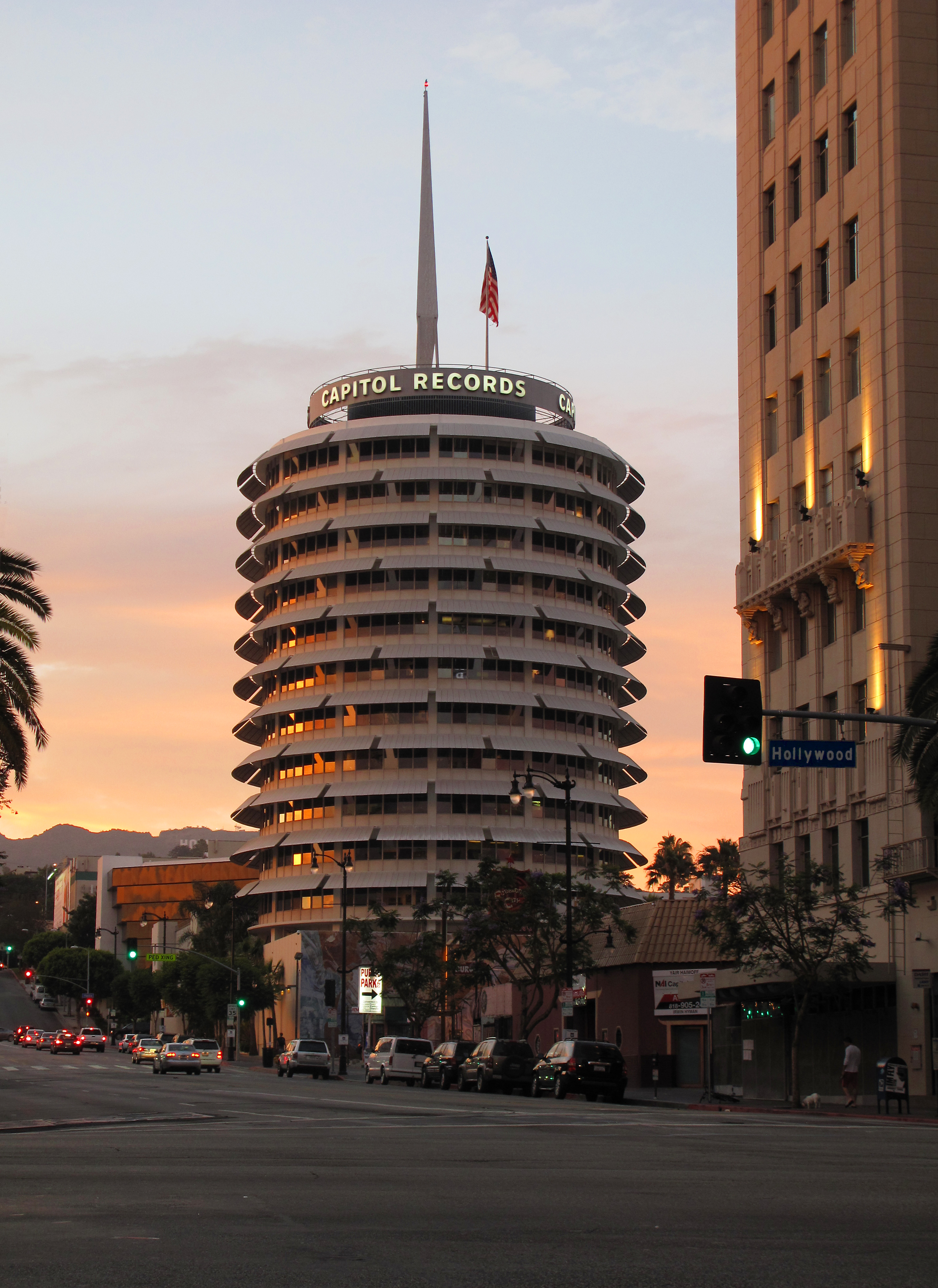
夕暮れ時のキャピトル・レコード

1935年にハリウッドに着くと地位が確立した。既に音声付のトーキー映画が一般化しており、電気録音技術向上の潮流の中で性能に優れたマイクロフォンが開発され、多くの映画で歌曲が流れるようになっていた。映画界における作曲家・作詞家の地位は急速に高まった。マーサーは歌手としても成功する。
最初は駄作のOld Man Rhythm、次も駄作のTo Beat the Band だったが、そこでフレッド・アステアと出会い、アステアの "I’m Building Up to an Awful Let-Down" がヒット。マーサーは酒飲みのビング・クロスビーと付き合い、自身も飲み、羽目を外すことが多くなった。
作曲も担当した『I'm an Old Cowhand from the Rio Grande』は映画Rhythm on the Range（1936）でクロスビーが歌い大ヒット、マーサーは売れっ子となった。同年『Goody Goody』もヒットする。

### 絶頂期の始まり
1937年、ワーナーのベテラン作曲家リチャード・ホワイティング (Richard Whiting) (『Ain't We Got Fun?』) と組み『Too Marvelous for Words』がヒット、続いて映画『聖林ホテル』のオープニング曲『Hooray for Hollywood』をつくった。しかしほどなくホワイティングは心臓発作で急逝、マーサーは新たに組んだ作曲家のハリー・ウォーレン (Harry Warren) と『Jeepers Creepers』を作り、ルイ・アームストロングが歌ったこの曲はオスカー入選した。ウォーレンとは1938年の『You Must Have Been a Beautiful Baby』もヒット。二人のコミック・ソング "Hooray For Spinach" は映画 Naughty But Nice（1939）に提供。クロスビーとのデュエット "Mr. Crosby and Mr. Mercer" は1938年にヒット。
1939年にベニー・グッドマンバンドのトランペッタージギー・エルマンの曲に作詞した『And the Angels Sing』はビング・クロスビーやカウント・ベイシーが録音したが、グッドマン・バンドの伴奏でマーサ・ティルトン(Martha Tilton)が歌い、エルマンがトランペット・ソロを取ったバージョンがナンバー1になった。後に同曲のタイトル『そして天使も歌う』はマーサーの墓碑銘になった。
『Day In, Day Out (1939 song)』『フールズ・ラッシュ・イン』のヒットが続き、人気ラジオ・ショー「Your Hit Parade」ではトップ10のうちにマーサー作品が5曲入っていた。 
この頃ニューヨークで出版社を設立したが短命に終わり、ホーギー・カーマイケルと組んでミュージカル『Walk With Music』をやったがプロットがまずく失敗した。かようにいくつかの落胆はあったものの、マーサーは30歳でキャリアは絶好調だった。

### ハロルド・アーレンとのタッグ
この頃、黒人音楽への造詣が深い理想的な相方の作曲家ハロルド・アーレンと出会い、作詞において洗練されたウィットと南部特有の言い回しをまじえたスタイルが確立した。二人の作品では最初に『Blues in the Night』(1941) が成功。アーサー・シュワルツは「恐らく最も偉大なブルース・ソングであろう」と評した。
続いて『One for My Baby (and One More for the Road)』(1941), 『That Old Black Magic』 (1942),『降っても晴れても～Come Rain or Come Shine』 (1946) などを共作し、これらの主立ったナンバーの多くが後年までスタンダード化した。
またホーギー・カーマイケルとも引き続き仕事をしており、『スカイラーク』 (1941)、オスカー受賞の『In the Cool, Cool, Cool of the Evening』 (1951) を共作。巨匠ジェローム・カーンとは『You Were Never Lovelier』を共作した。
1942年には、ハリウッドでキャピトル・レコードをプロデューサーのバディー・ダシルバとレコード店のオーナー Glen Wallichs とともに設立。ついでにカウボーイ・レコードも共同設立した。
1940年代中期、マーサーはハリウッドで最高の作詞家だった。アーヴィング・バーリン同様、文化の流行・変わりゆく言語に敏感だった。
頼まれ仕事で『Laura』『Midnight Sun』『Satin Doll』など、すでにヒットしていたインスト曲にも詞をつけた。外国語曲にも英語詞作詞を手掛けたが、最も有名なのは『枯葉～Autumn Leaves』（フランス語："Les Feuilles Mortes"）であろう。

## 1950年代
1950年代、バップとロックンロールが流行り、仕事が激減したが、仕事は続け、いくつかは後世に残った。MGM映画『掠奪された七人の花嫁』 (1954)、『僕はツイてる』(1958)に詞を書いた。ミュージカル『Top Banana』(1951), 『Li'l Abner』 (1956), 『Saratoga』(1959)にも携わっている。『The Glow-Worm』(歌：Mills Brothers)、エラ・フィッツジェラルドも歌った『Something’s Gotta Give』がヒット。
テレビ時代となり、マーサーも時折テレビ出演するようになった。

### マンシーニとのタッグ
1960年代初頭に作曲家ヘンリー・マンシーニと手がけた作品はマーサーの後期のキャリアの中でも特に著名な曲となった。1961年『ムーンリバー』をオードリー・ヘプバーン主演映画『ティファニーで朝食を』に、翌1962年『酒とバラの日々』を同名映画に書き、スタンダード化。これらのブレイク・エドワーズ監督作品に提供した2作は、共にオスカー受賞曲となった。  マーサーとマンシーニは1963年のスタンリー・ドーネン監督作『シャレード』テーマ曲も共作、これもヒットしている。
1964年にエラ・フィッツジェラルドの有名な『ソングブック』シリーズに唯一の作詞家として取り上げられヴァーヴ・レコードから発売された。 トニー・ベネットに『I Wanna Be Around』（1962）、フランク・シナトラに『Summer Wind』（1965）を提供。

## 晩年
1969年、出版人エイブ・オルマンとハウィー・リッチモンドとともに「ソングライターの殿堂」を設立。 1971年、ニューヨークで回顧コンサートを催し、マーガレット・ホワイティングが歌い、『An Evening with Johnny Mercer』というレコードになった。 
1974年、ミュージカル『The Good Companions』興行。同年、Pete Moore OrchestraとHarry Roche Constellationと自作曲のアルバムを二枚録音。後に一枚もの『...My Huckleberry Friend: Johnny Mercer Sings the Songs of Johnny Mercer』として再発。

## 死

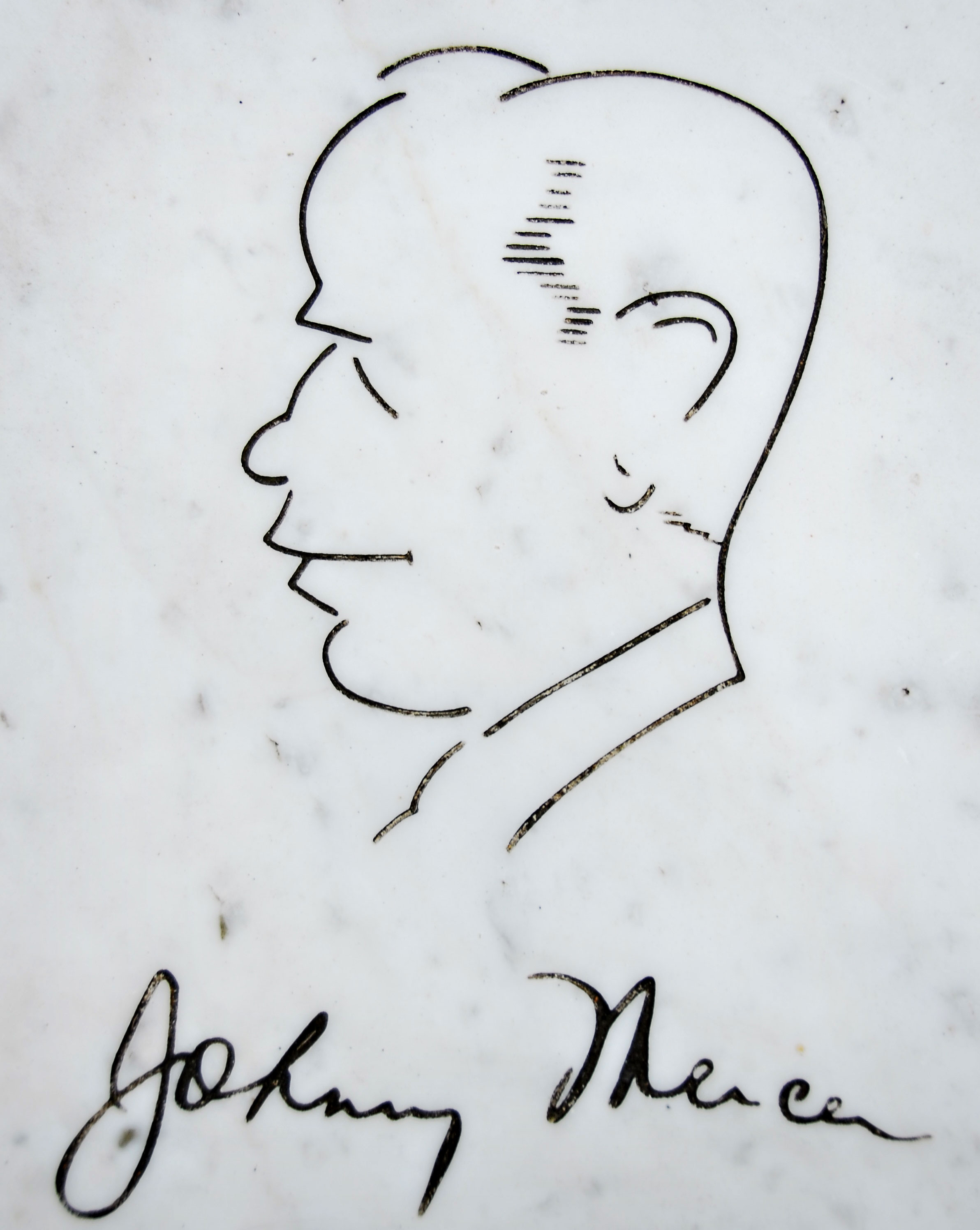
サバンナの墓地のベンチに彫られているマーサーの自画像とサイン

1975年、ポール・マッカートニーが共作を申し込むが脳腫瘍で死の床にいたマーサーはこれを辞退した。1976年6月25日、カリフォルニア・ベルエアにて死去。

## アカデミー賞
最優秀歌曲
- "On the Atchison, Topeka and the Santa Fe"（1946、作曲：ハリー・ウォーレン）-『ハーヴェイ・ガールズ』
- "In the Cool, Cool, Cool of the Evening"（1951、作曲： ホーギー・カーマイケル）- Here Comes The Groom
- ムーン・リバー "Moon River"（1961、作曲：ヘンリー・マンシーニ）-『ティファニーで朝食を』
- 酒とバラの日々 "Days of Wine and Roses"（1962、作曲：ヘンリー・マンシーニ）-『酒とバラの日々』

2009年にクリント・イーストウッドがマーサーの伝記映画"The Dream's on Me" (Turner Classic Movies)を制作、DVD化。

## 主な作品
- "Too Marvelous for Words"（1937、作曲：リチャード・A・ホワイティング）
- "Jeepers, Creepers!"（1938、作曲：ハリー・ウォーレン）
- "フールズ・ラッシュ・イン"（1940、作曲：ルーベ・ブルーム）
- ブルース・イン・ザ・ナイト "Blues in the Night"（1941、作曲：ハロルド・アーレン）
- G.I.ジャイヴ（1944）
- シャレード（1963、ヘンリー・マンシーニ）
- ムーン・リバー "Moon River"（1961、作曲：ヘンリー・マンシーニ）
- 酒とバラの日々（1962、作曲：ヘンリー・マンシーニ）
- "Ac-Cent-Tchu-Ate the Positive"（1944、作曲：ハロルド・アーレン）
- "Out of This World"（1945、作曲：ハロルド・アーレン）
- 枯葉 "Autumn Leaves"（1947、作曲：ジョゼフ・コズマ）
- "Come Rain or Come Shine"（1946、作曲：ハロルド・アーレン）
- "That Old Black Magic"（1942、作曲：ハロルド・アーレン）
- "Trav'lin' Light"（1942、作曲：Jimmy Mundy &James Osborne "Trummy" Young）
- "Skylark"（1942、作曲：ホーギー・カーマイケル）
- "This Time the Dream's on Me"（1941、作曲：ハロルド・アーレン）
- "サテン・ドール"（1953、作曲：デューク・エリントン&ビリー・ストレイホーン）
- "Midnight Sun"（1954、作曲：ライオネル・ハンプトン&Sonny Burke）
- "Something's Gotta Give"（1954、作曲・作詞：ジョニー・マーサー）

| - レージーボーンズ "Lazy Bones"（1933、作曲： ホーギー・カーマイケル） - "Moon Dreams"（チャミー・マグレガーとの共作） - "P.S. I Love You"（1934、作曲：ゴードン･ジェンキンス） - グディ・グディ "en:Goody Goody"（1936、作曲：マッティ・マルネック） - "I'm an Old Cowhand from the Rio Grande"（1936） - "Hooray for Hollywood"（1937、作曲：リチャード・A・ホワイティング） - "You Must Have Been a Beautiful Baby"（1938、作曲：ハリー・ウォーレン） - "And the Angels Sing"（1939、作曲：ジギー・エルマン） - "Day In, Day Out"（1939、作曲：ルーベ・ブルーム） - "I Thought About You"（1939、作曲：ジミー・ヴァン・ヒューゼン） - "Wings Over the Navy"（1939、作曲：ハリー・ウォーレン） - "Cuckoo in the Clock"（1939、作曲：ウォルター・ドナルドソン） - "I Had Myself a True Love"（作曲：ハロルド・アーレン） - "I Remember You"（1941、作曲：ヴィクター・シャーツィンガー） - "Tangerine"（1941、作曲：ヴィクター・シャーツィンガー） - "Hit the Road to Dreamland"（1942、作曲：ハロルド・アーレン） - "Dearly Beloved"（1942、作曲：ジェローム・カーン） - "I'm Old Fashioned"（作曲：ジェローム・カーン） | - "My Shining Hour"（1943、作曲：ハロルド・アーレン） - "One for My Baby (and One More for the Road)"（1943、作曲：ハロルド・アーレン）- NBCが 1957年から1958年にかけて放送したテレビドラマMeet McGraw（主演：フランク・ラブジョイ）の主題歌 - "Dream"（1943、作曲・作詞：ジョニー・マーサー） - "On the Atchison, Topeka and the Santa Fe"（1945、作曲：ハリー・ウォーレン） - ローラ "Laura"（1945、作曲：デイヴィッド・ラクシン）-『ローラ殺人事件』の主題歌 - "Any Place I Hang My Hat Is Home"（1946、作曲：ハロルド・アーレン） - "The Glow-Worm"（1952、作曲：パウル・リンケ） - "I Wanna Be A Dancing Man"（1952、作曲：ハリー・ウォーレン） - "Jubilation T. Cornpone"（1956、作曲：Gene de Paul） - "I'm Past My Prime"（1956、作曲：Gene de Paul） - "I Wanna Be Around"（1962、Saie Vimmerstedtとの共作） - "Lorna"（1964、作曲：Mort Lindsey） - "Emily"（1964、作曲:Johnny Mandel） - "Summer Wind"（1965、作曲： Henry Mayerー - 暗闇にさようなら "en:Whistling Away the Dark"（1970、作曲：ヘンリー・マンシーニ）- 映画『暁の出撃』の主題歌 - "Drinking Again"（Doris Tauberとの共作） - "When October Goes"（作曲：バリー・マニロウ） |